# コレトの戦い
コレトの戦い（コレトのたたかい、Battle of Coleto）、またはコレト・クリークの戦いは、1836年3月19日–3月20日に行われた、テキサス革命のゴリアド戦役における、メキシコとそれに反乱するテクシャン入植者との間の戦闘。ジェームス・ファニン大佐が指揮したテクシャン軍が、ホセ・デ・ウレア将軍指揮下の連邦部隊に敗れた。

## 背景
サミュエル・ヒューストン将軍からのビクトリアへの撤退の命令を受けて、テキサス軍はゴリアド伝道所の防備のために残った。彼の将校からの強い反対に対して、コレト・クリークの1マイル手前で、ファニンは彼の部隊の停止を命じた。テクシャン軍は、ちょうどクリークのくぼみの四方が開けた草原地帯にいて、即座にウレアの部隊に包囲された。戦闘の二日目、負傷者と水不足のために、ファニンは降伏した。テクシャン軍は9名死亡、51名負傷で、ファニン自身も大腿部を撃たれた。テクシャン軍の降伏はゴリアドの虐殺を引き起こすことになる。